# Presidente da Estônia
O Presidente da República da Estônia (em estoniano:  Eesti Vabariigi President) é o chefe de estado da República da Estônia. O atual presidente é Alar Karis, eleito pelo Parlamento em 2021.
A Estônia é uma das poucas repúblicas parlamentares em que o presidente é uma figura cerimonial sem poderes executivos sequer nominais. O presidente é obrigado a suspender sua filiação a qualquer partido político durante o mandato. Ao assumir o cargo, a autoridade e os deveres do presidente em todos os outros cargos eleitos ou nomeados terminam automaticamente. Essas medidas deveriam, teoricamente, ajudar o presidente a funcionar de forma mais independente e imparcial. O presidente ocupa o cargo por cinco anos. Podem ser eleitos várias vezes, mas não mais do que duas vezes consecutivas.
Na Estônia, o presidente é eleito pelo Riigikogu (parlamento); Um candidato deve ganhar uma supermaioria de dois terços para ser eleito. Se nenhum candidato conseguir dois terços de apoio no Riigikogu após três rodadas de votação, um órgão eleitoral especial é convocado incluindo todos os membros do Riigikogu e representantes eleitos de todos os municípios (pelo menos um representante por cada município, mas não mais de 10 representantes, dependendo do número de cidadãos com direito a voto residentes no município). Esse órgão escolhe entre os dois candidatos com maior percentual de votos.

## Presidentes da Estônia

### República da Estônia
| Nº | Nome            | Início do Mandato   | Fim do Mandato      | Partido         |
| -- | --------------- | ------------------- | ------------------- | --------------- |
| 1  | Konstantin Päts | 24 de abril de 1938 | 23 de julho de 1940 | Liga Patriótica |

### República Socialista Soviética da Estônia
| Nº | Nome             | Início do Mandato      | Fim do Mandato         | Partido      |
| -- | ---------------- | ---------------------- | ---------------------- | ------------ |
| 1  | Jüri Uluots      | 23 de julho de 1940    | 9 de janeiro de 1945   | Independente |
| 2  | Johannes Vares   | 9 de janeiro de 1945   | 29 de novembro de 1946 | PCUS         |
| 3  | August Rei       | 29 de novembro de 1946 | 29 de março de 1963    | Independente |
| 4  | Aleksander Warma | 29 de março de 1963    | 29 de abril de 1967    | Independente |
| 5  | Vaino Väljas     | 20 de abril de 1967    | 23 de dezembro de 1970 | PCUS         |
| 6  | Arnold Koop      | 23 de dezembro de 1970 | 15 de junho de 1975    | PCUS         |
| 7  | Tõnis Kint       | 15 de junho de 1975    | 1 de março de 1990     | Independente |
| 8  | Arnold Rüütel    | 1 de março de 1990     | 6 de outubro de 1992   | Independente |

### República da Estônia
| Nº | Retrato | Presidente           | Início do mandato     | Fim do mandato        | Partido                  |
| -- | ------- | -------------------- | --------------------- | --------------------- | ------------------------ |
| 2  |         | Lennart Meri         | 6 de outubro de 1992  | 8 de outubro de 2001  | Pro Patria               |
| 3  |         | Arnold Rüütel        | 8 de outubro de 2001  | 9 de outubro de 2006  | União Popular da Estônia |
| 4  |         | Toomas Hendrik Ilves | 9 de outubro de 2006  | 10 de outubro de 2016 | Partido Social-Democrata |
| 5  |         | Kersti Kaljulaid     | 10 de outubro de 2016 | 11 de outubro de 2021 | Independente             |
| 6  |         | Alar Karis           | 11 de outubro de 2021 | atualidade            | Independente             |